# Tiourea

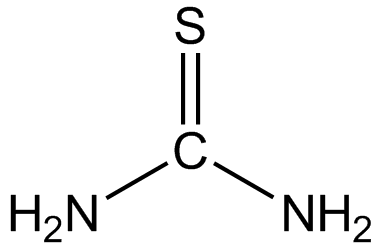
Tiourea

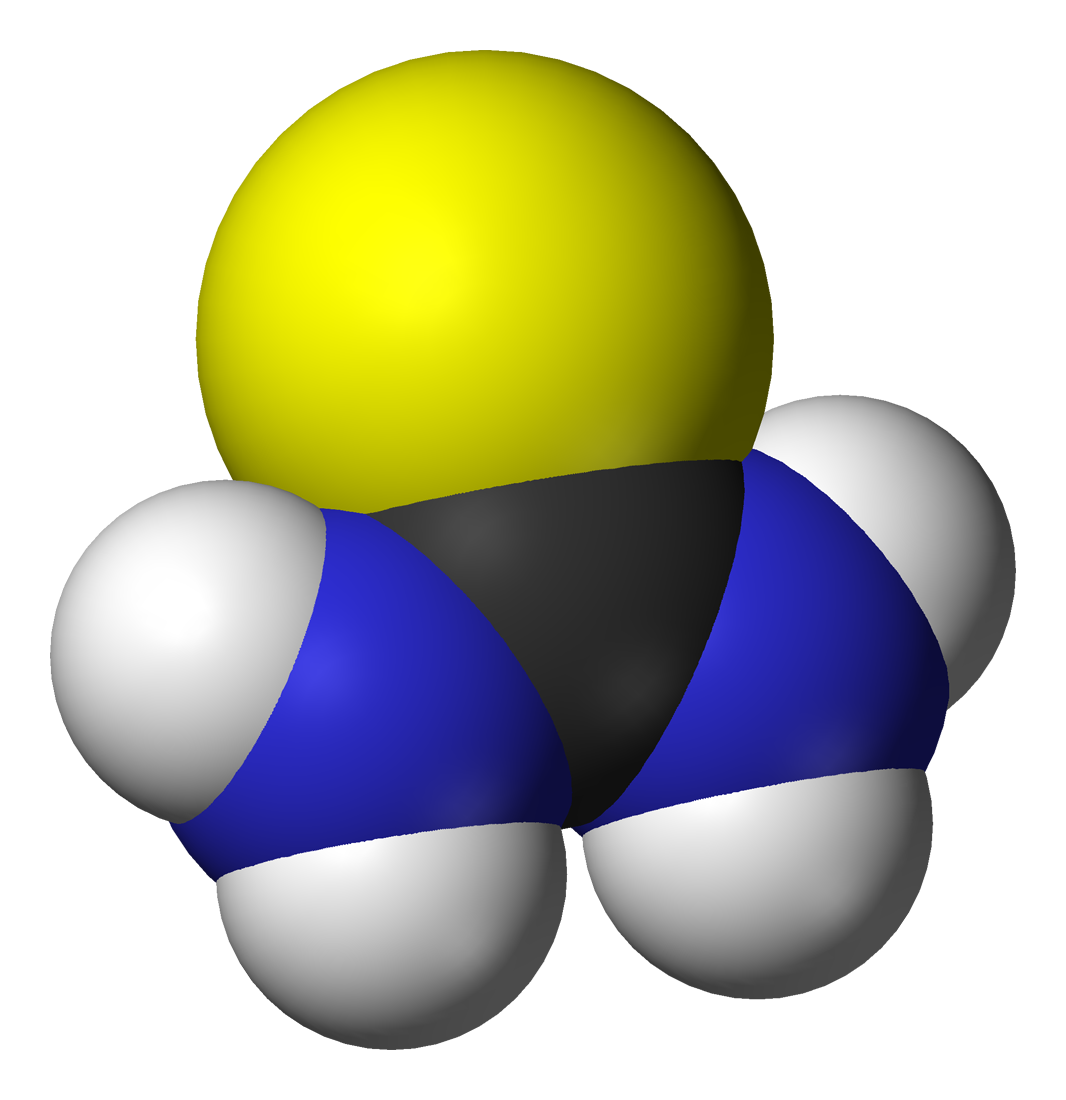
Tiourea

La tiourea (en anglès thiourea) és un compost organosulfurat amb la fórmula química SC(NH₂)₂. Estructuralment és similar a la urea, excepte perquè l'àtom d'oxigen està substituït per un de sofre, però les propietats de la urea i la tiurea difereixen significativament. La tiurea és un reactiu de la síntesi orgànica. les "tiourees" fan referència a una àmplia classe de compostos que tenen l'estructura general de (R¹R²N)(R3R4N)C=S. Les tiourees estan relacionades amb la ioamida, e.g. RC(S)NR₂, on R és metil, etil, etc.

Estructura general d'una tiourea

## Estructura i enllaços
La tiourea és una molècula planar. La distància de l'enllaç C=S és 1,60 àngstroms, en la tiourea es presenta en dues formes tautomèriques: 

## Producció
La producció anual de tiourea és al voltant de 10.000 tones. Es produeix a partir del triocianat d'amoni però més sovint es fa per reacció del sulfur d'hidrogen amb cianamida càlcica en presència de diòxid de carboni.
Molts derivats de la tiourea són útils en l'organocatàlisi.

## Aplicacions
La principal aplicació de la tiourea és en el processament tèxtil.
En la síntesi orgànica la tiourea redueix els peròxids als seus corresponents diols.
La tiourea de forma comuna s'usa com font de sulfur.
També es fa servir la tiourea per construir blocs de derivats de la pirimidina.
Com a detergent en productes per netejar la plata.

## Seguretat
La LD50 de la tiourea és 125|u=mg/kg oralment per les rates. S'ha informat de l'allargament de la glàndula tiroidea, ja que la tiourea interfereix amb la captació del iode.